# Scheveningen

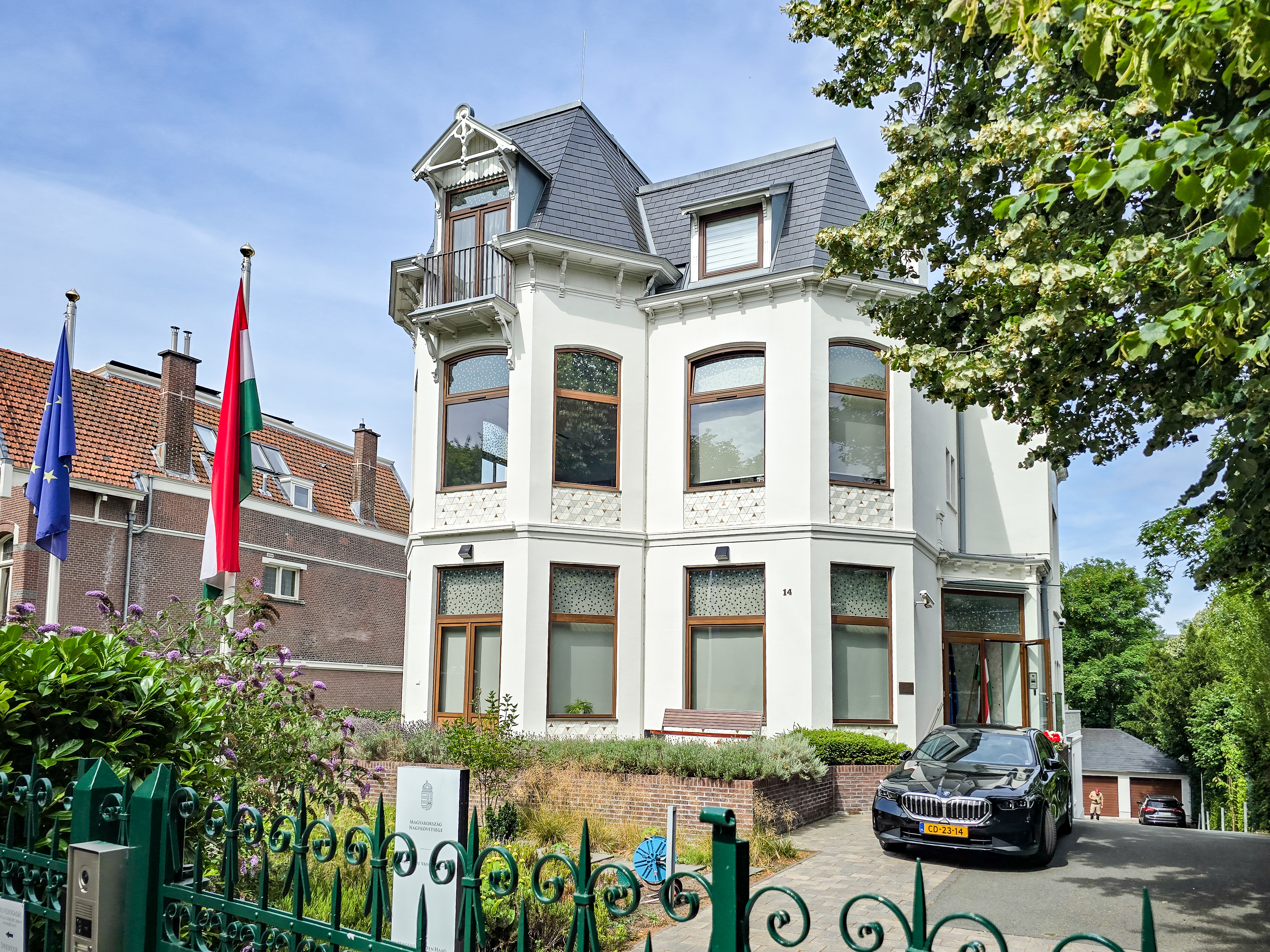
A magyar nagykövetség

Scheveningen ( [ˈsxeːvənɪŋə(n)], kiejtése megközelítőleg „Szhéfeningen”) Hága városának, Hollandia kormányzati székhelyének városrésze; eredetileg önálló halászfalu, a 20. századtól már inkább tengeri fürdőhely. Magyarország hágai nagykövetsége is ebben a városrészben található. 

## Története
Névtani kutatások szerint – más, „-ingen” képzős holland helyekhez hasonlóan – eredete a 10. vagy a 11. századra nyúlik vissza. Első említése 1284 körülről származik egy megyei anyakönyvből. Eredetileg egy kis mezőgazdasági közösség lehetett a tengerparttól néhány kilométerre. A régi falucska valószínűleg a dűnék mozgásának áldozata lett, betemette a homok. 
A falu az Északi-tenger partján épült újjá fiatal dűnéken. A mai Scheveningenről először egy 1357-es oklevélben esik szó, amelyben a falusiak kérelmet nyújtottak be a hágai grófhoz.
A hágai grófi székhely igényei, a hal iránt megnövekedett kereslet hozzájárult a halászfalu fejlődéséhez.
A falut a történelem során sokszor sújtotta nagy károkat okozó vihardagály. 1570-ben, a Mindenszentek-vihardagály idején a falu fele eltűnt a hullámok alatt, a templomot a falu szélén hagyva – ahol ma is áll.
Egy 1680-as népszámlálás szerint a településen 917 ember élt 200 házban. Közülük körülbelül 250-en halászattal foglalkoztak. Egyéb foglalkozások közé tartozott az árverező, kötélkészítő, hajóács és halárus. A nem halászattal kapcsolatos foglalkozások közé tartozott a nádvágó, cipész, szabó, ács és pék.
A 17. század közepéig Scheveningent csak egy dűneösvény, a Westerpad kötötte össze Hágával, ami az ottani Noordeinde  utcában folytatódott. 1665-ben elkészült a Constantijn Huygens által tervezett hosszú, egyenes Scheveningseweg, ami jelentősen javította az összeköttetést. Jacob Cats egy vidéki házat épített az út mentén, Zorgvliet néven. Más vagyonos emberek is kezdtek villákat építtetni és 1800 után a település tengerparti üdülőhellyé kezdett alakulni.
1813-ban, Napóleon hatalmának hanyatlása idején Vilmos orániai herceg, a leendő holland király itt szállt partra Angliából visszatérően, ahová 1795-ben menekült apjával, V. Vilmos orániai herceggel a franciák elől.
A régi település a 19. században rendezetlen, szegényes, egészségtelen volt, számos járvány is pusztított itt. 1900-tól kezdték el a nyomornegyedek újjáépítését. Az átépítés csak 1935 körül fejeződött be. Duindorp a 20. század elejétől épült új lakótelepek egyike volt.
1862-ben a települést csatornával kötötték össze Hágával, ami megkönnyítette a halászat „termékeinek” piacra juttatását. 1882-ben egy második csatornát is építettek, és 1903-ban kiépítették a kikötőt.
A 20. század elejéig a helyiek még használták a helyi dialektust, a scheveningenit, a lányok, asszonyok pedig hordták a scheveningeni viseletet. A közösség zárt jellege miatt széles körben gyakoriak voltak az azonos családnevek, ezért ezeket a mindennapokban kiegészítő becenevekkel különböztették meg.
A második világháborúban, 1942-ben a német megszállók az Északi-tenger partvidékének számos más helyéhez hasonlóan Scheveningent is tiltott övezetté nyilvánították az atlanti fal kiépítése miatt. A település nagy részét lakóinak el kellett hagyniuk. A partmenti sávot védelmi vonallá alakították át. Ennek az időszaknak az emlékére 2005 óta létezik a Scheveningeni Atlanti-fal Múzeum (Atlantikwall Museum Scheveningen), amelynek állandó kiállítótere egy eredeti, 608-as típusú német parancsnoki bunkerben (Abteilung oder Regiments Gefechtsstand) van.

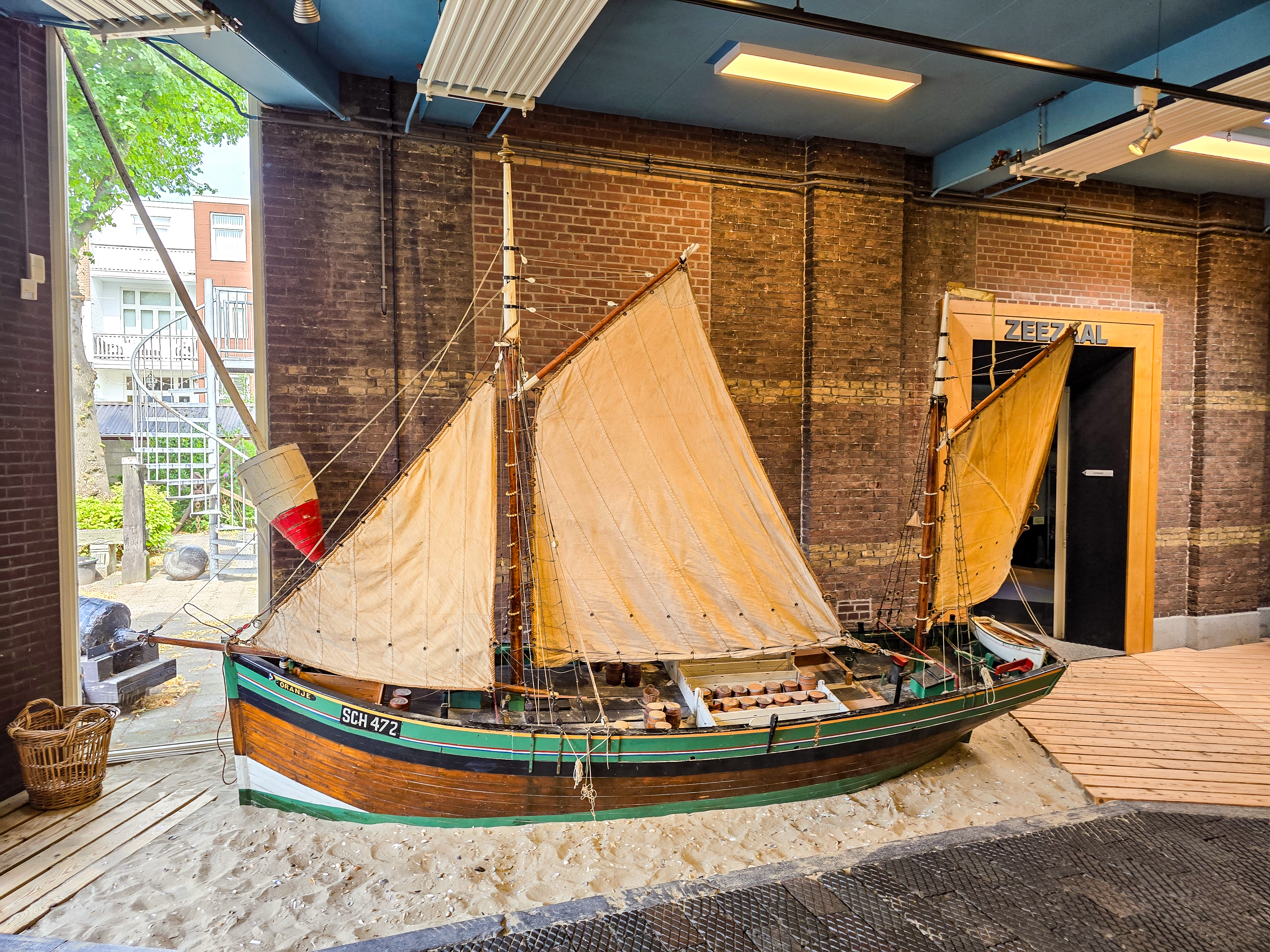
19. századi halászhajó a Scheveningen Múzeumban
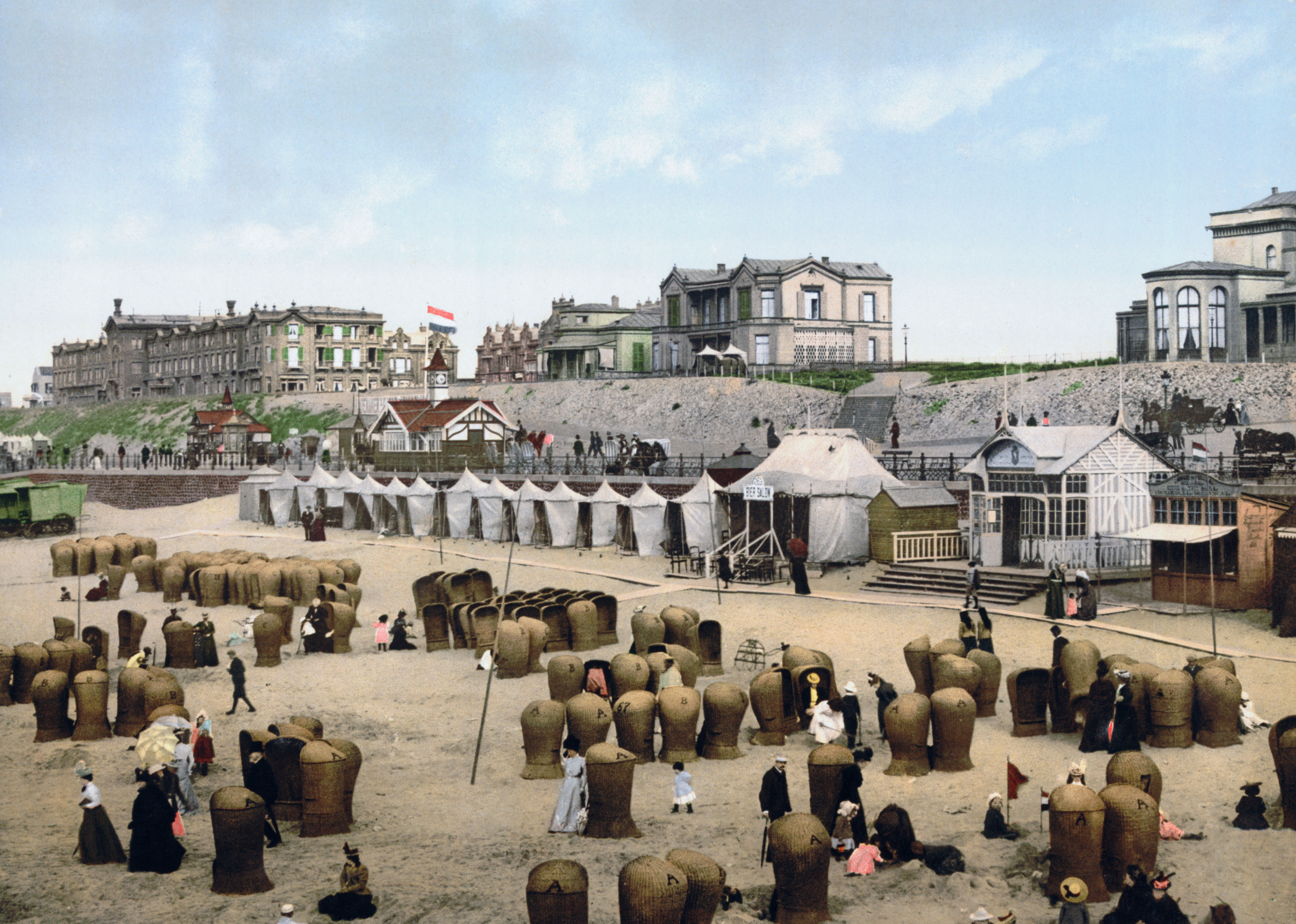
A tengeri fürdőhely 1900 körül
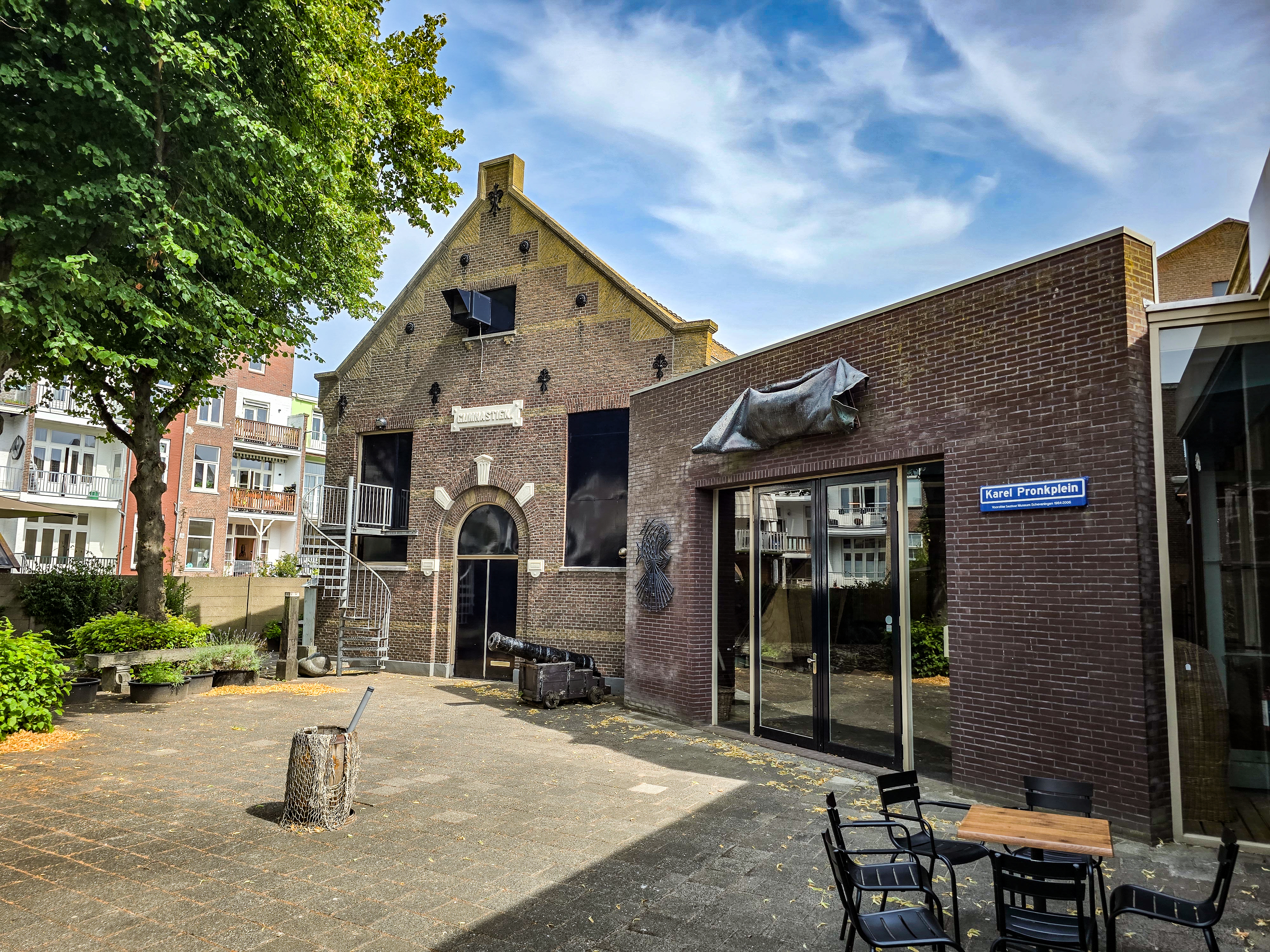
A Scheveningen Múzeum az egykori iskolaépületben
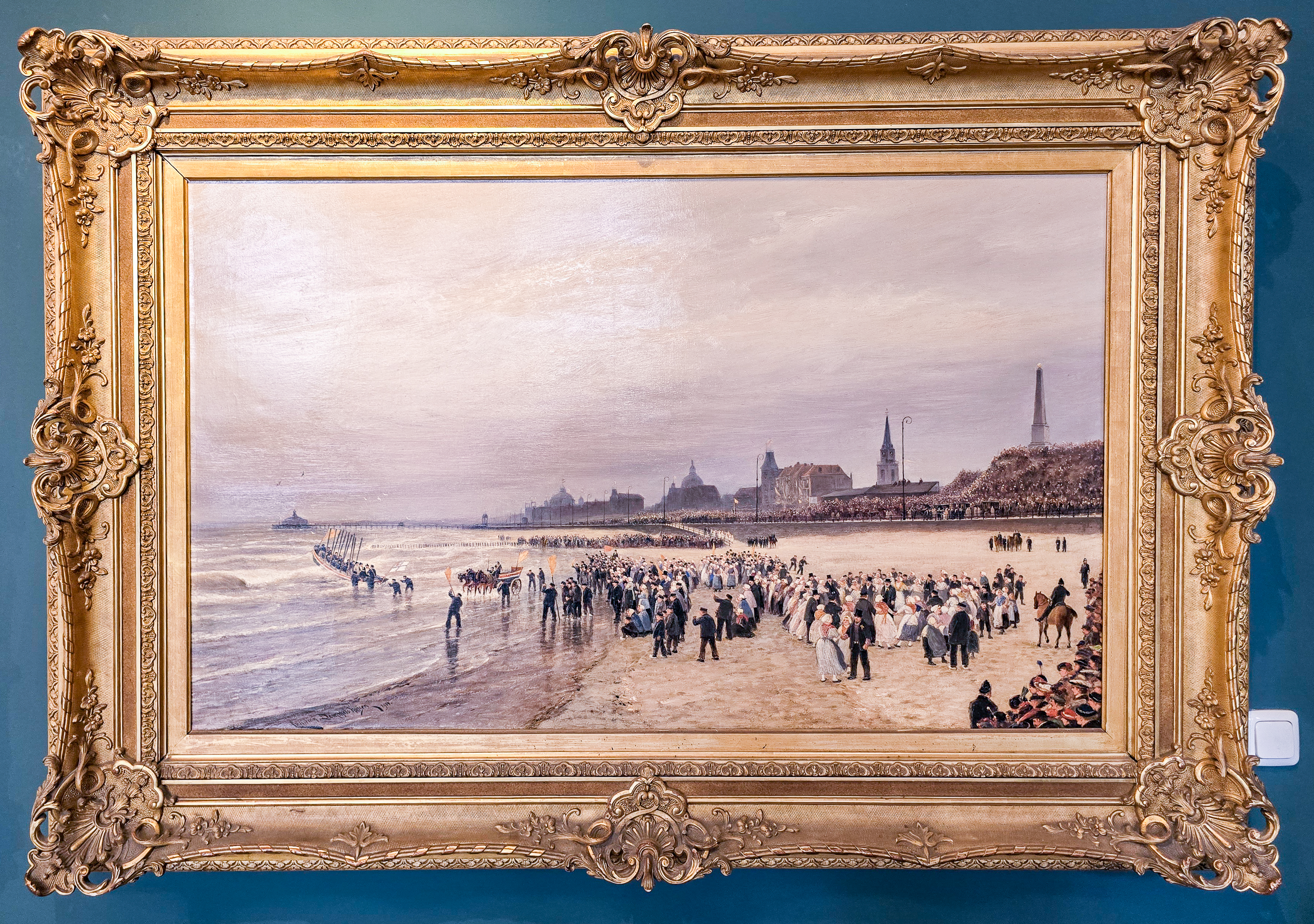
Festmény Oranje hercegének 1813-as partaszállásának 1913-as újrajátszásáról

### Halászat
A tengeri halászat sok évszázadon át meghatározta a település arculatát. Az Északi-tenger többi part menti falujához hasonlóan Scheveningennek sem volt kikötője. Ezért a halászhajók – eleinte a pink, majd a 19. században a bomschuit típusúak – a homokos partról indultak, és ott rakodták ki a fogásaikat. Ez a halászat elsősorban a lepényhalalakúakra összpontosított. A kifogott halak nagy részét rögtön a parton árverésen értékesítették. 
A 19. századtól egyre inkább a hordókban jól tartósítható és exportálható hering halászata vált a legfontosabbá. Scheveningen 1903-ban megnyílt tengeri kikötője nagy előrelépést jelentett heringhalászatban. Ez a gyakorlat az 1960-as évek végéig tartott, akkorra azonban a túlhalászás következtében az Északi-tenger heringállománya radikálisan lecsökkent. Nemzetközi kvótákat kellett bevezetni, és a scheveningeni heringhalászat is minimálisra csökkent.  
A 21. századi scheveningeni halászflotta mintegy tizenöt nagy vagy nagyon nagy vonóhálós hajóból, úgynevezett trawlerből áll, amelyek közül több külföldi zászló alatt hajózik a kiosztott halászati kvóták miatt. Ezek a hajók az egész világon halásznak, és már a fedélzeten feldolgozzák a kifogott zsákmányt. Néhány kisebb hajó továbbra is elsősorban az Északi-tengeren fogja a halat, a holland kvóták kihasználására.

### Téma a festők számára
Scheveningen, a tenger, a halászat, a helyi lakosság a 19. században számos jelentős festő művészetét inspirálta, mint a hágai iskola alkotói, Jozef Israëls, Hendrik Willem Mesdag és Anton Mauve. Mesdag itt festette híres panorámaképét 1881-ben. Vincent van Gogh is ihletet merített hágai korszakában scheveningeni halászatból.

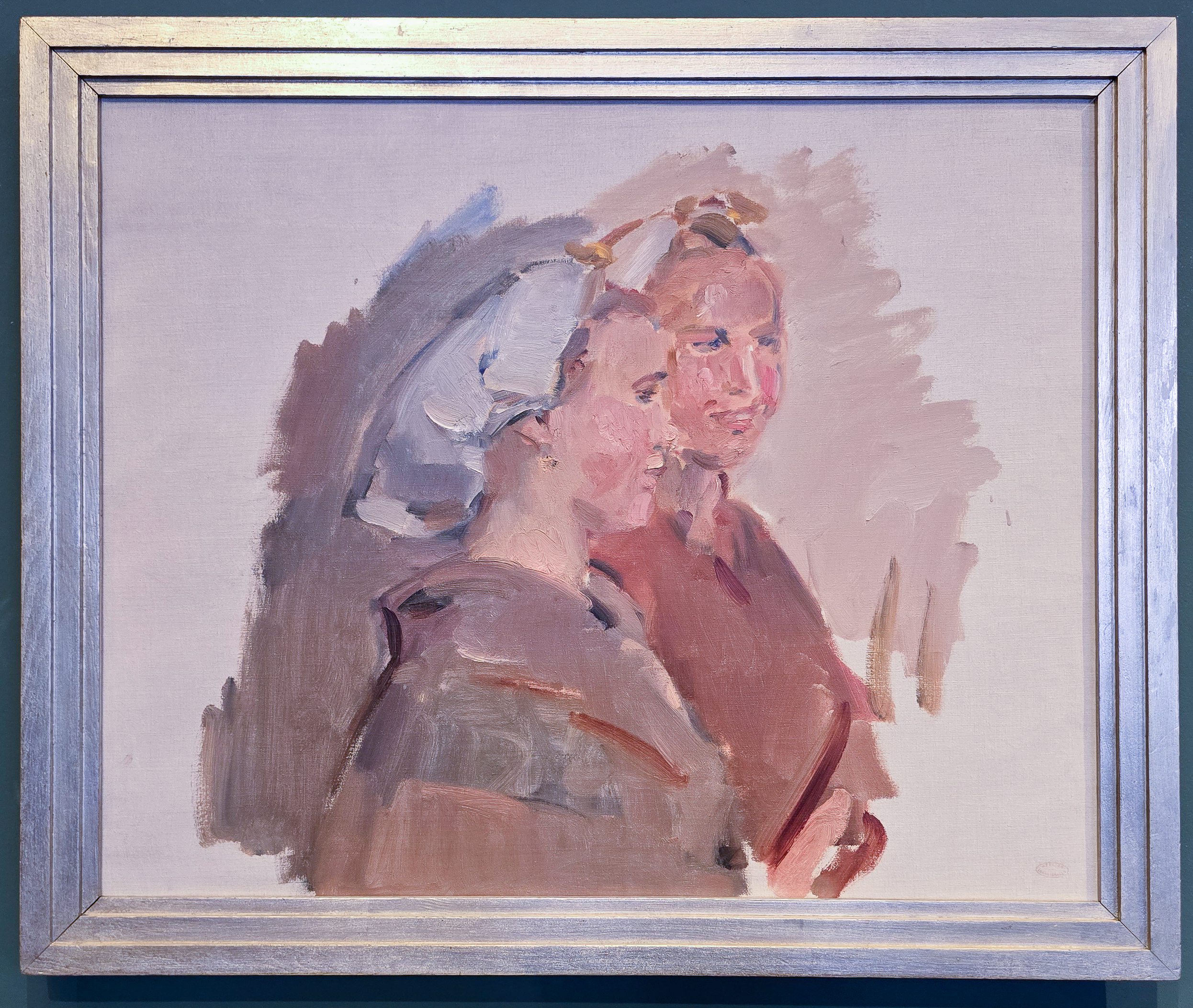
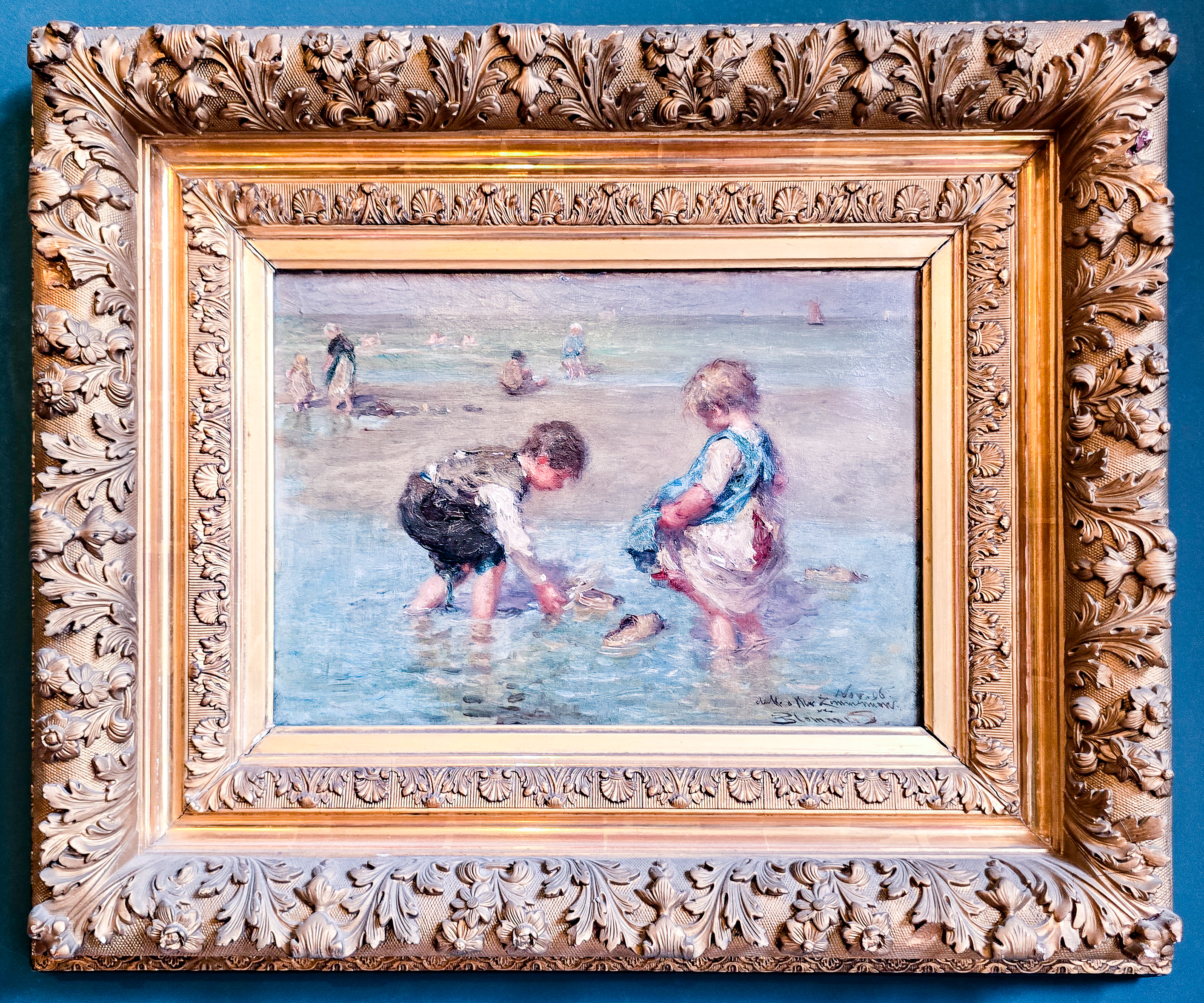
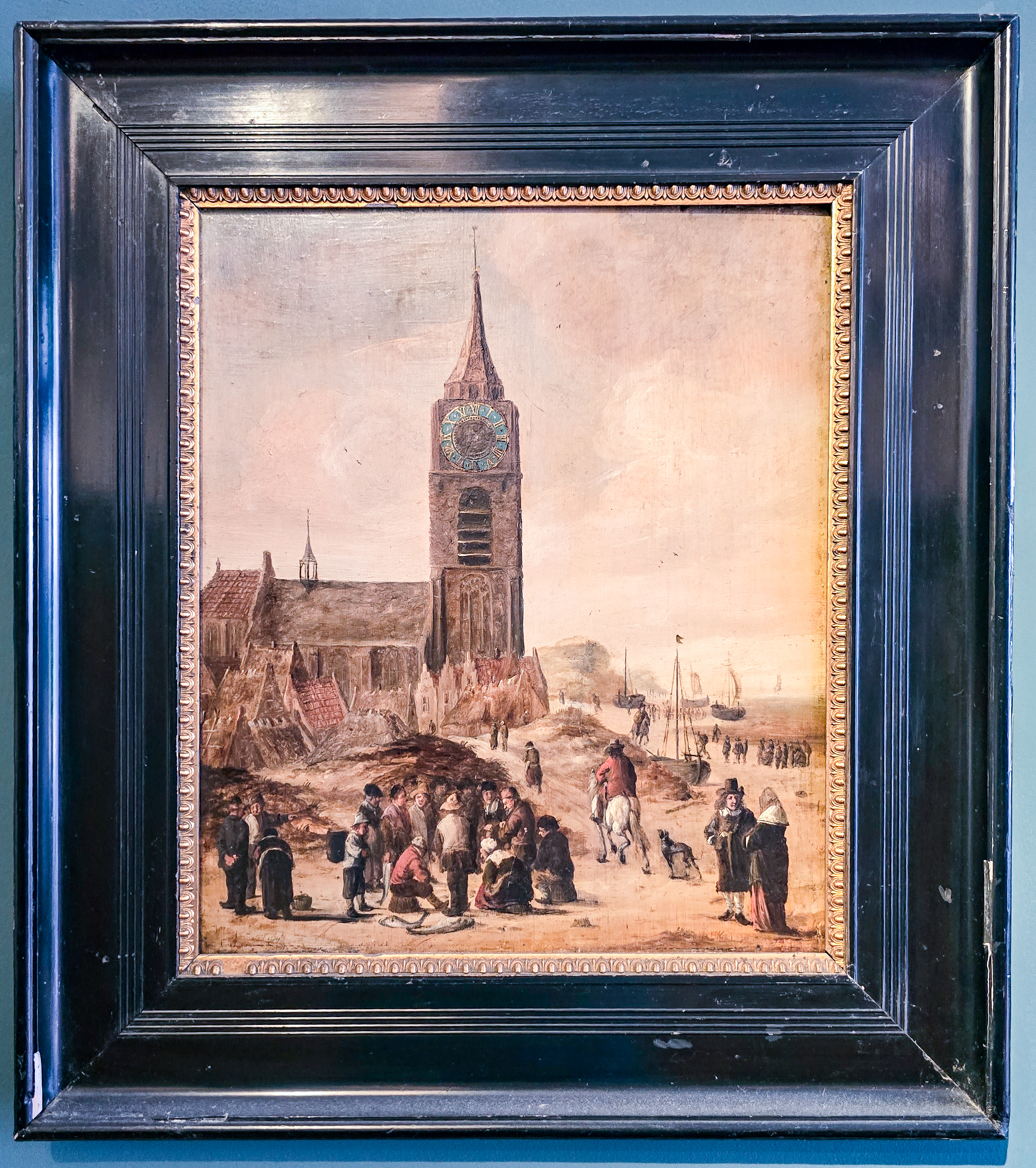
Látkép halárveréssel
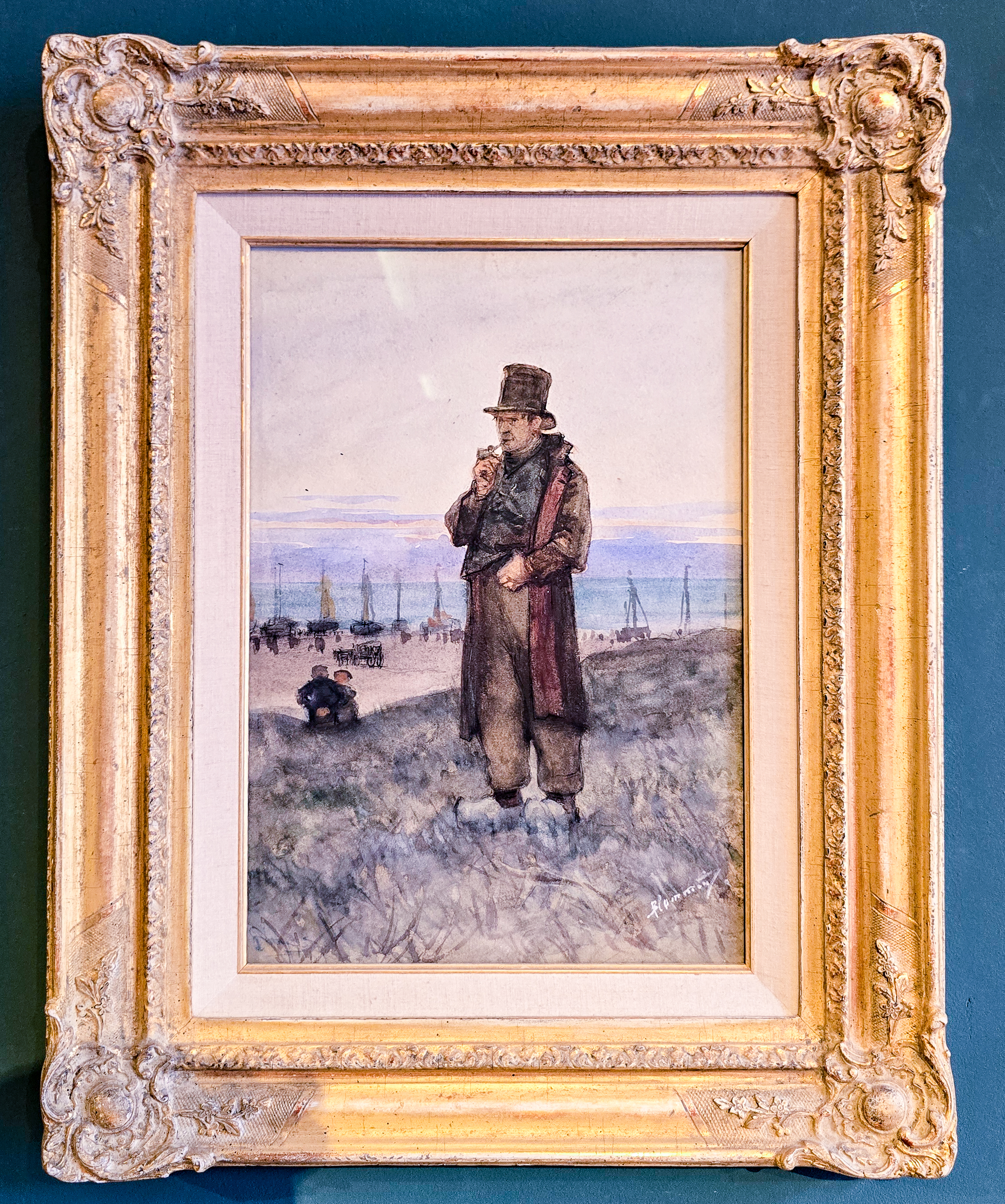

### Tengeri fürdőhely
Az első „fürdőház”, egy kis faépület, 1818-ban nyílt meg a scheveningeni parton. 1820-ban ezt egy kőépület váltott fel, amit 1828-ban átvett és kibővített a helyi önkormányzat. Az első szálloda, a Kurhaus csak 1984-ben nyílt meg. 1901-ben készült el az első móló, amelyen a turisták messze kisétálhattak a víz fölé. A 20. században aztán a városka népszerű turistacél lett mind a belföldi, mind a külföldi, főleg a közeli német vendégek számára. A mólón ma kilátó, étterem, óriáskerék, játéktermek és más szórakozási lehetőségek várják a látogatókat.

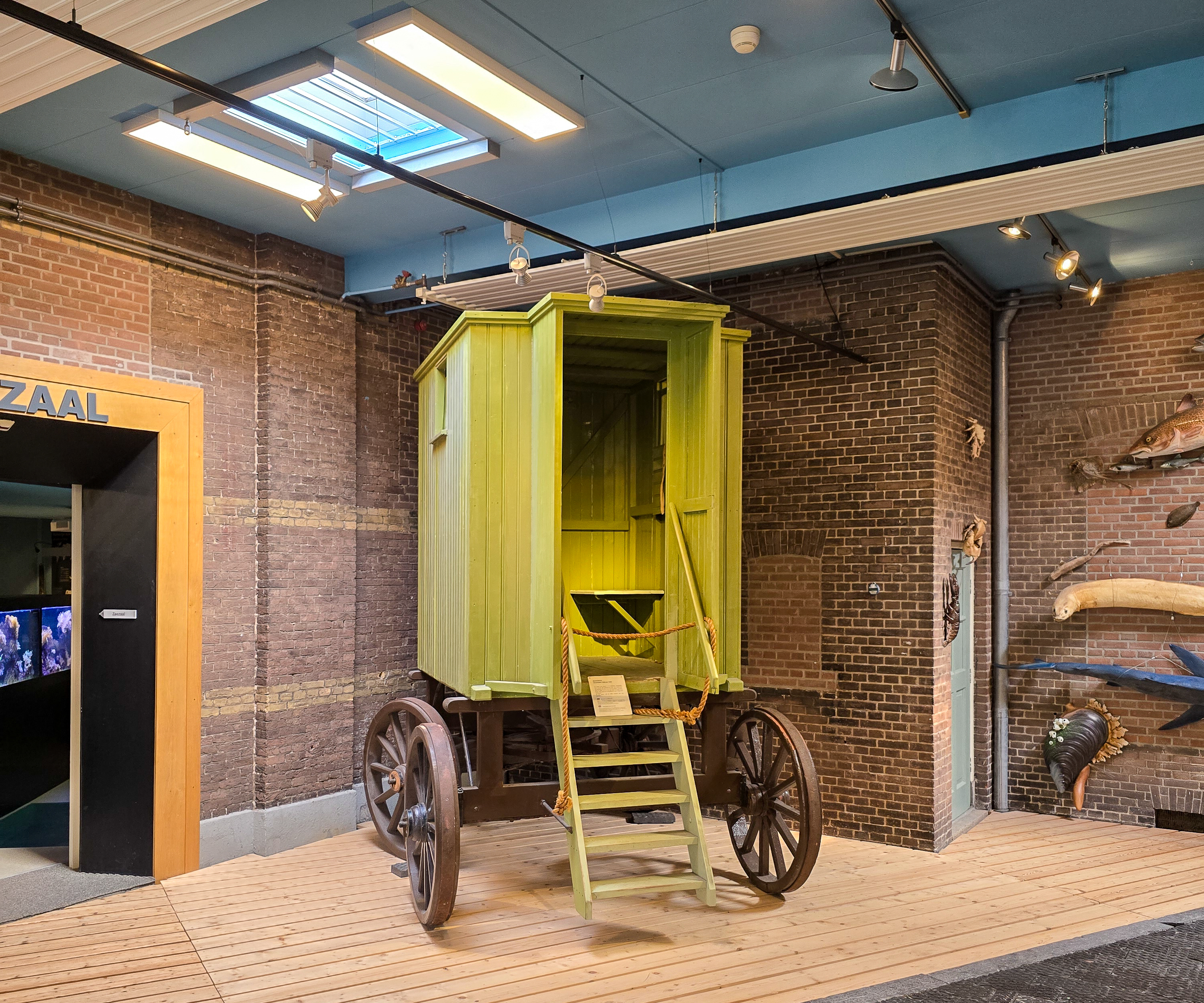
Lovaskocsira szerelt fürdőkabin
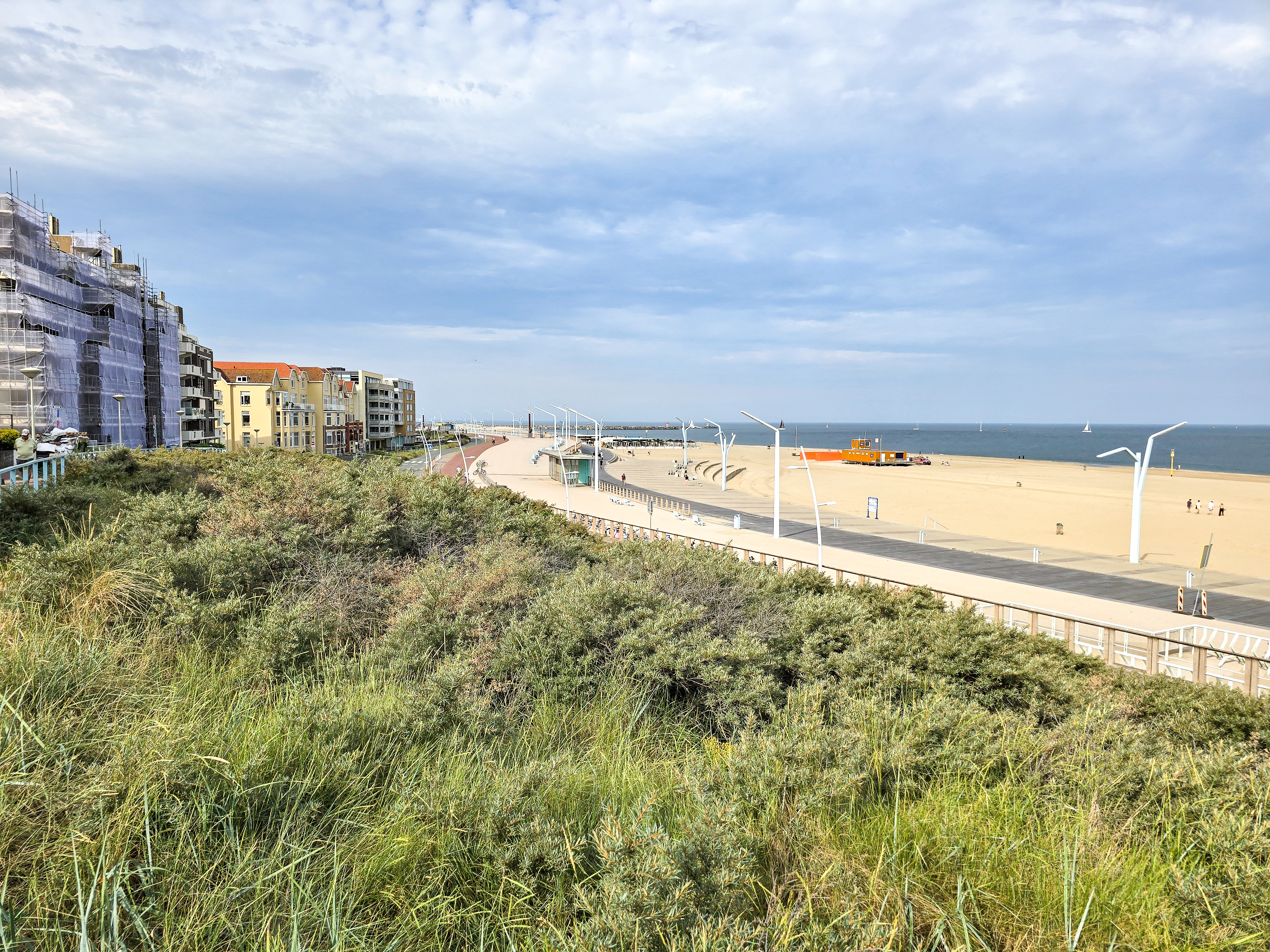
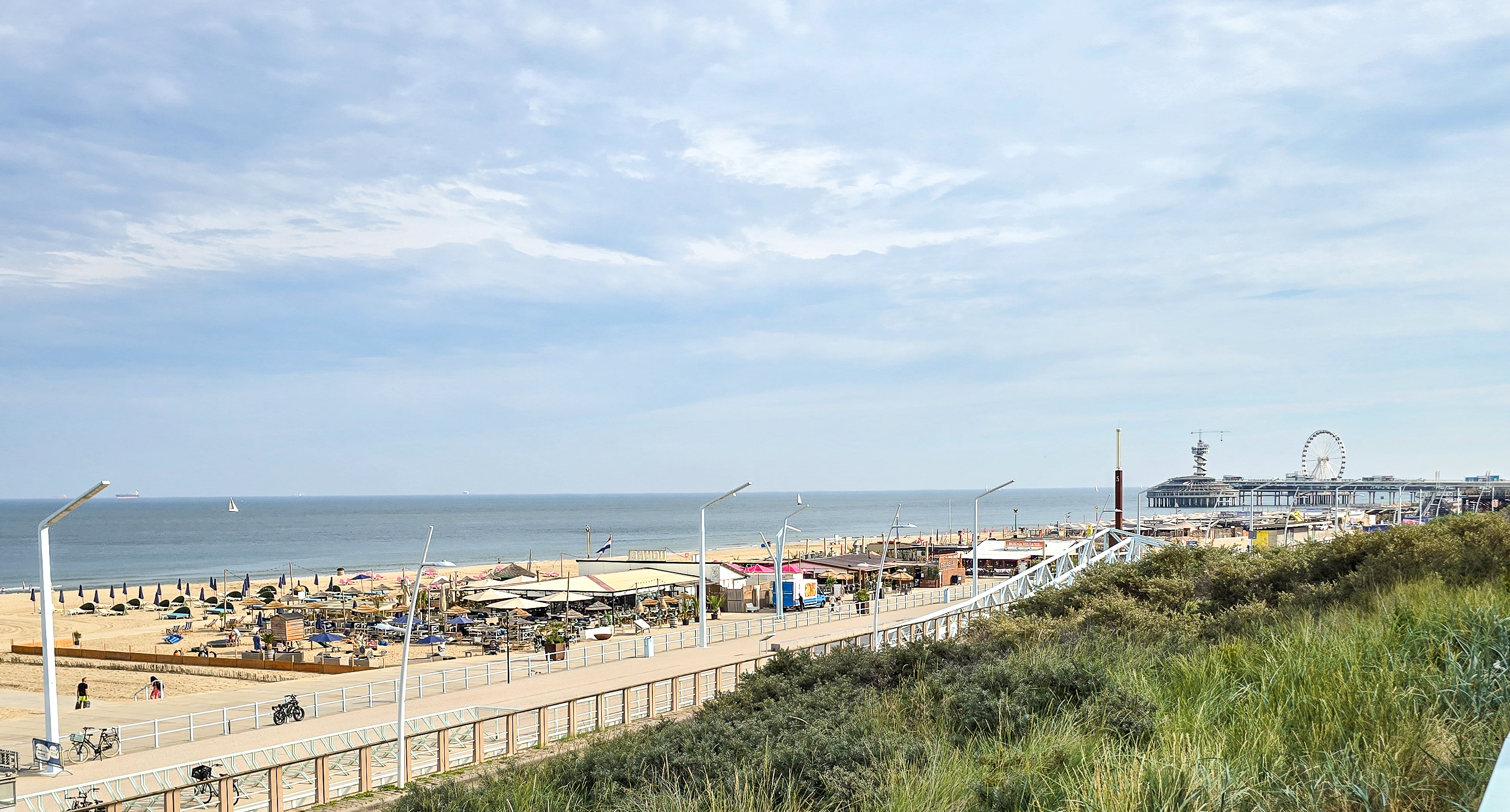
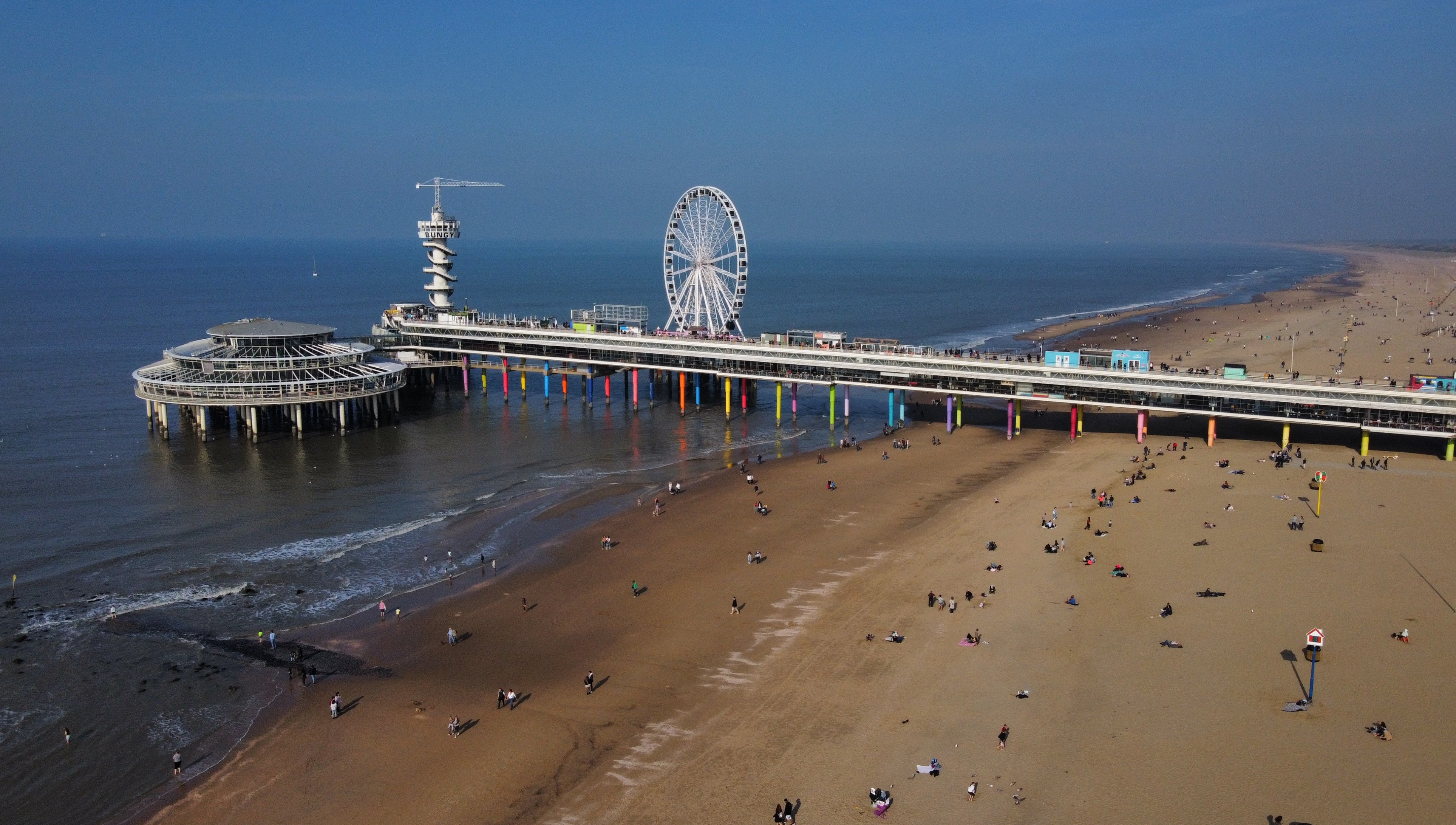
A scheveningeni móló

## Közlekedés
1907 és 1953 között Scheveningent Hollandia első elektromos vasútvonala kötötte össze Hágával és Rotterdammal. Ma a tengerparti fürdővárost négy villamos- és több autóbuszvonal köti össze a hágai belvárossal illetve a vasútállomásokkal.
A scheveningeni kikötőt a 19. századtól kezdték kiépíteni a dűnéket átvágva a halászhajók számára. Évtizedes bővítő munkálatok eredményeképpen a kikötő a 21. századra három nagy kikötőmedencét foglal magába, amelyek a halászhajók, turistahajók, jachtok, de a holland haditengerészet számára is kikötőhelyül szolgálnak.

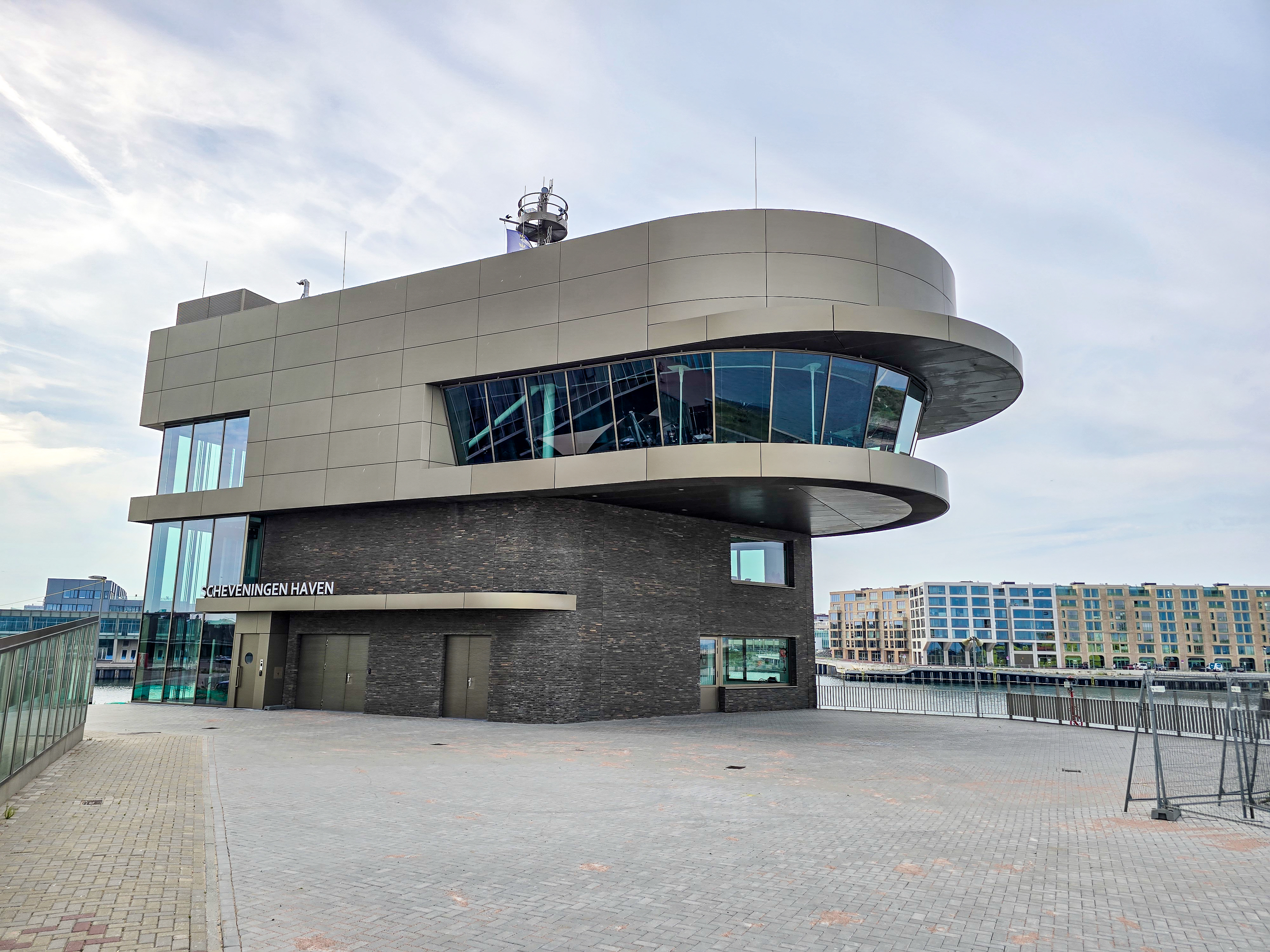
Kikötői irányítóközpont
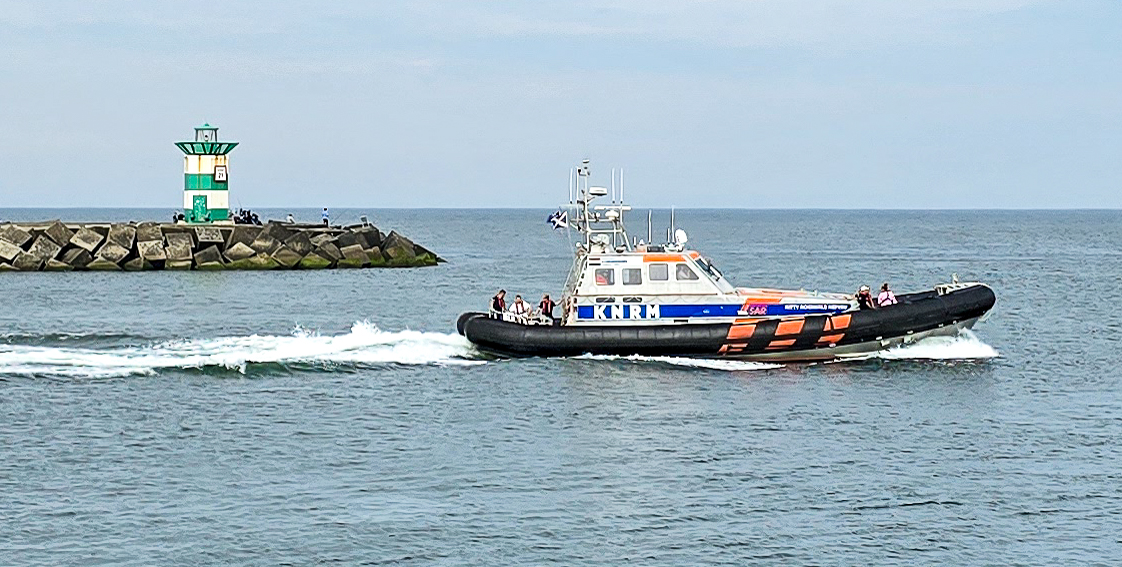
A kikötő bejárata a holland tengeri mentőszolgálat hajójával
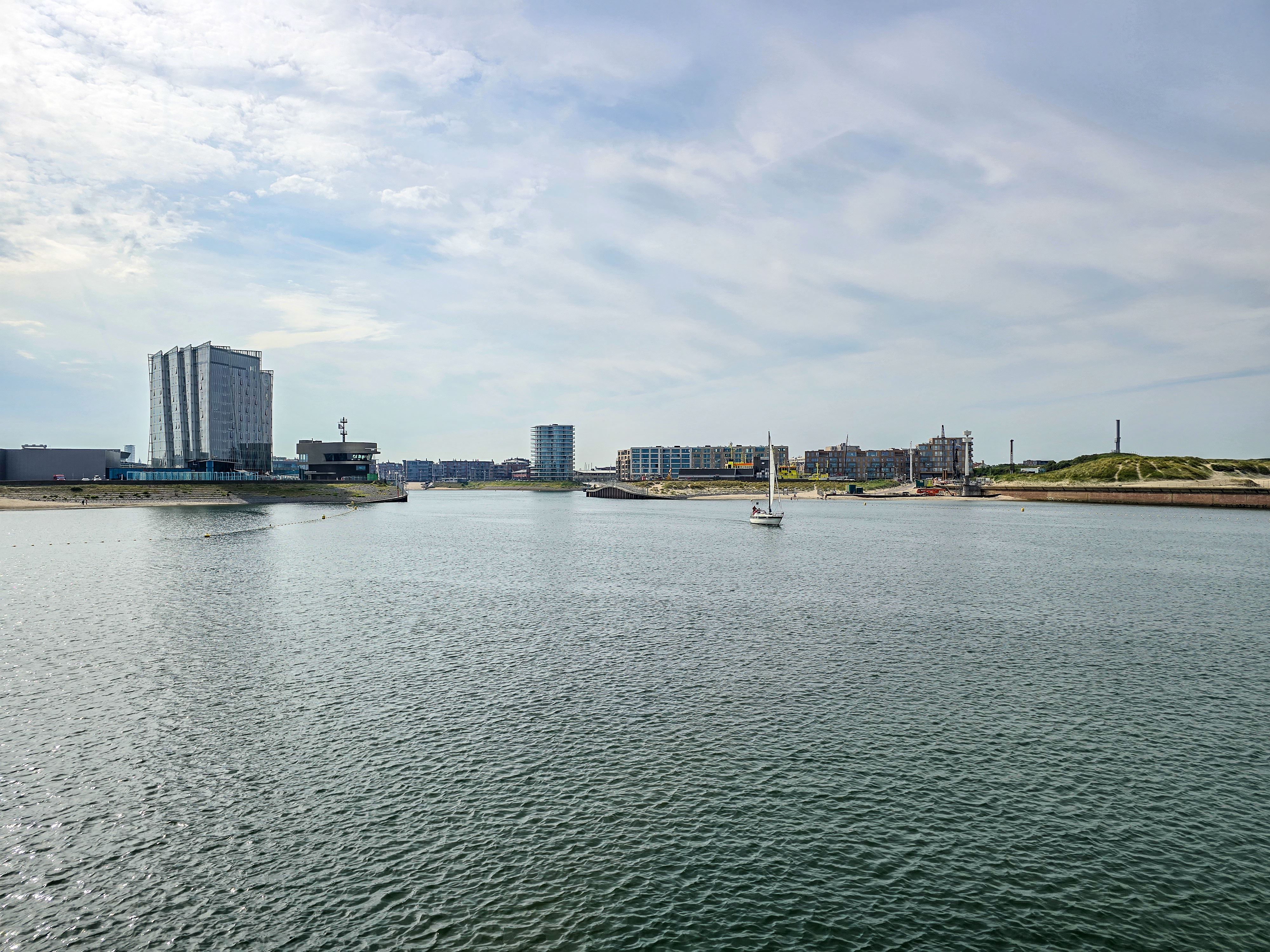
A kikötő látképe a mólójáról

## Fordítás
Ez a szócikk részben vagy egészben  a   Scheveningen című holland Wikipédia-szócikk ezen változatának fordításán alapul.  Az eredeti cikk szerkesztőit annak laptörténete sorolja fel. Ez a jelzés csupán a megfogalmazás eredetét és a szerzői jogokat jelzi, nem szolgál a cikkben szereplő információk forrásmegjelöléseként.

## Forrás
- ↑ Pálfy: ↑ Pálfy: Pálfy József: Benelux államok (nagyútikönyv). Budapest: Panoráma. 1980.  = Panoráma nagyútikönyvek,  ISBN 963 243 184 7